# 中山桥 (南京)
中山桥，是原位于中国江苏省南京市鼓楼区的一座桥梁，现已不存。
该桥原为横跨惠民河的一座小桥，名为“复兴桥”。1929年，为奉安孙中山遗体，国民政府将复兴桥改建为一座钢筋混凝土桥梁，作为连接中山码头和市区的交通要道，并以孙中山之名命名其为“中山桥”。
1999年，在市政改造中，惠民河被填平，中山桥也随之被拆除。